# Cynipinae

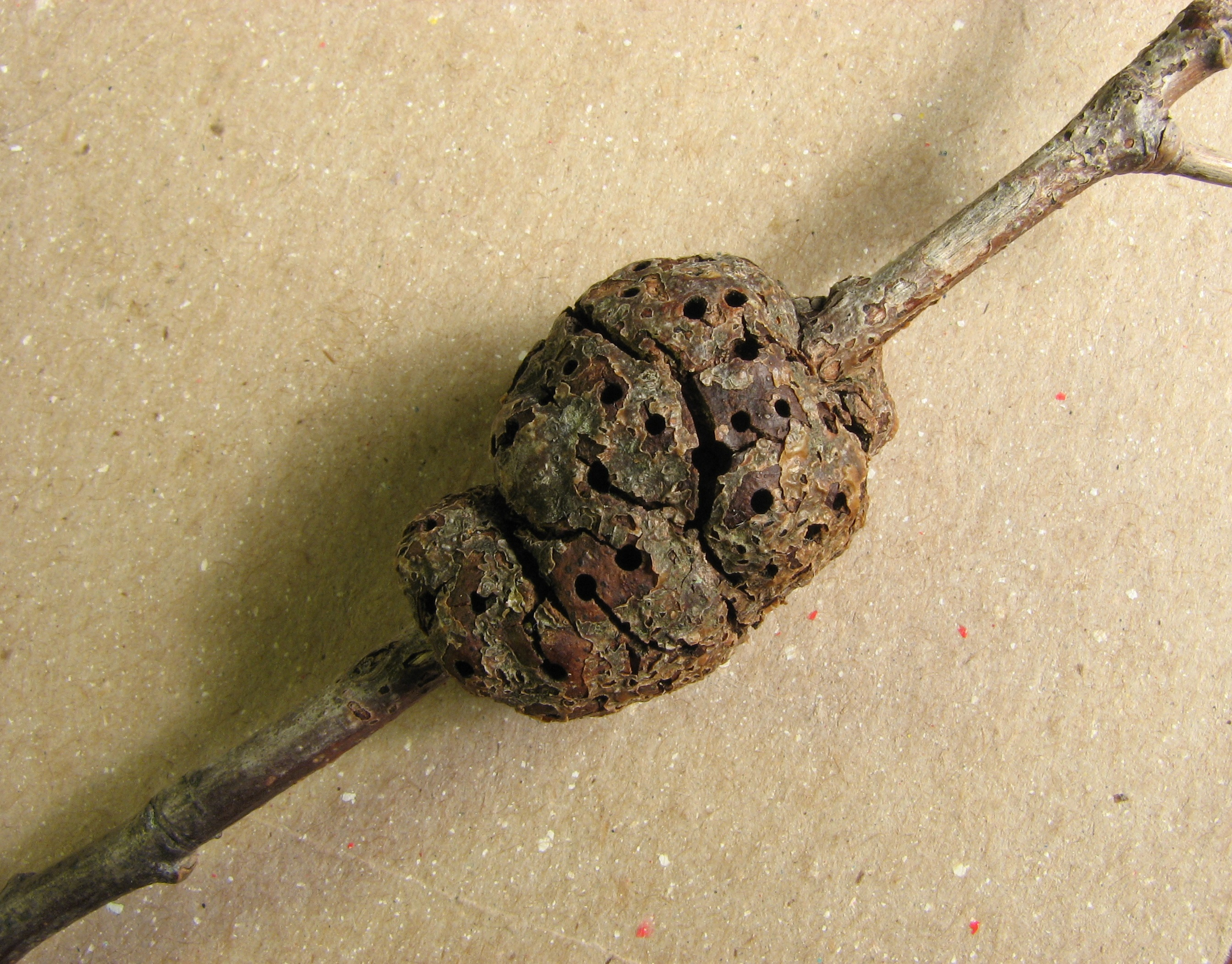
Agalla de Callirhytis quercuspunctata en roble (tribu Cynipini)

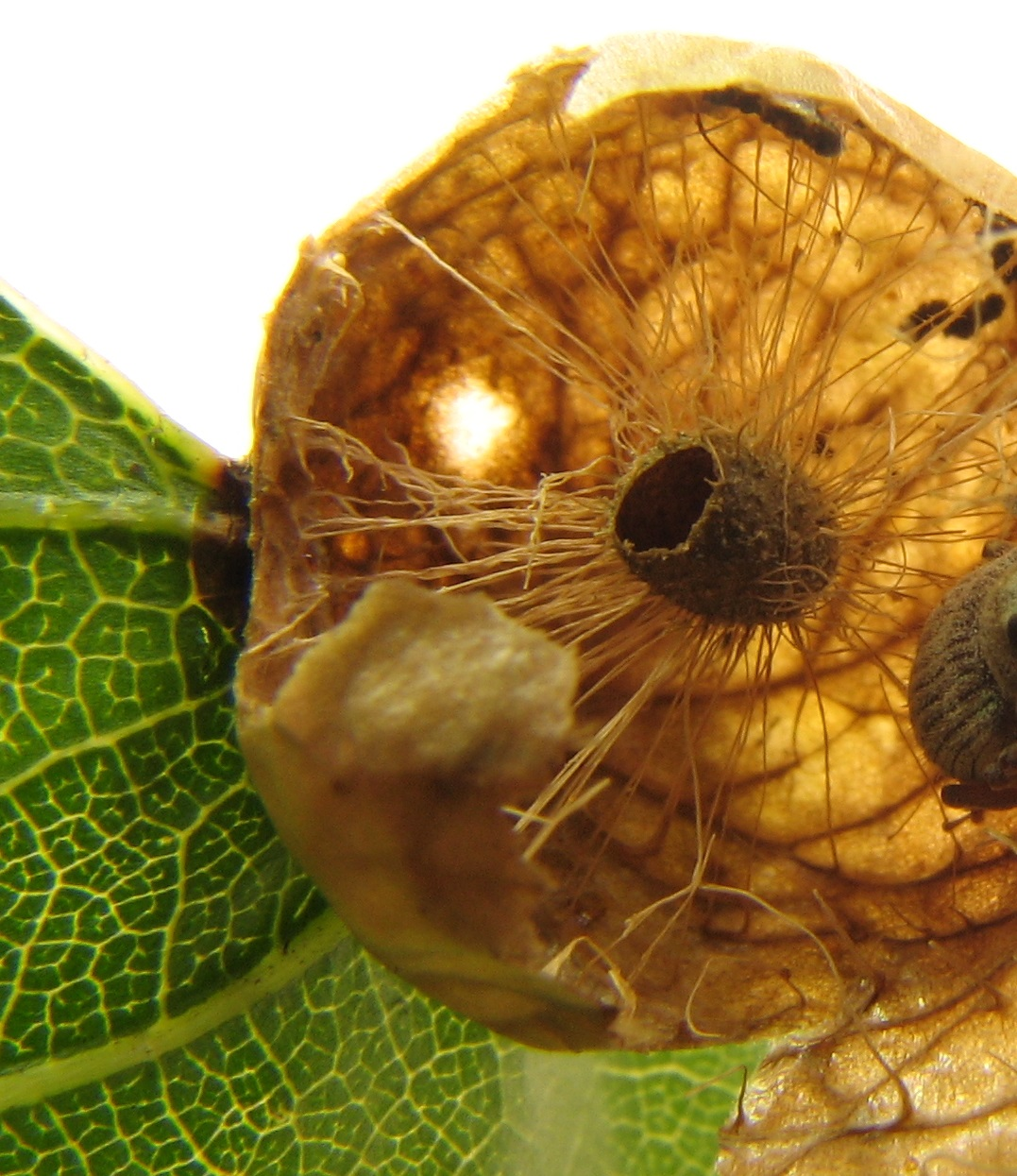
Amphibolips quercusinanis, agalla en roble (tribu Cynipini)

Cynipinae es la única subfamilia viviente de avispas gallaritas (Cynipidae).
Hay  74 géneros. La mayoría de las 1500 especies descritas producen agallas en robles, pero algunas inducen agallas en otras especies y algunas son inquilinas. S encuentran en todos los continentes, excepto la Antártida, la mayoría en climas templados, especialmente del hemisferio norte. Hay también una subfamilia fósil de Cinipidae Hodiernocynipinae con un solo género conocido, Hodiernocynips.
Miden de 2 a 8 mm. La mayoría tienen cuerpo encorvado, el abdomen con dos segmentos visibles dorsalmente, el resto están ocultos debajo. En algunas especies las larvas pasan dos o más años antes de emerger de la agalla.

## Tribus
Hay 12 tribus en Cynipinae:
- Aylacini
- Aulacideini
- Ceroptresini
- Cynipini
- Diastrophini
- Diplolepidini
- Eschatocerini
- Paraulacini
- Pediaspidini
- Phanacidini
- Qwaqwaiini
- Synergini